# Royale Union Saint-Gilloise
El R. Union Saint-Gilloise és un club de futbol de Bèlgica, del municipi de Vorst, tot i que el nom prové del barri veí de Saint-Gilles, de Brussel·les. El club va ser fundat l'1 de novembre de 1897. Fou un dels principals clubs de futbol del país abans de la Segona Guerra Mundial. Guanyà el seu primer títol el 1904, per a un total d'11. Entre 1933 i 1935 assoliren el rècord de 60 partits consecutius sense perdre. Després de la guerra declinà en el seu potencial. El 1963 baixà a segona divisió i des d'aleshores s'ha mantingut en les categories inferiors.

## Palmarès
- Lliga belga (11): 1903-04, 1904-05, 1905-06, 1906-07, 1908-09, 1909-10, 1912-13, 1922-23, 1932-33, 1933-34, 1934-35
- Copa de Bèlgica (3): 1912-13, 1913-14, 2023-24
- Supercopa de Bèlgica (1): 2024-25